# Алесский эдикт
Алесский эдикт, Алесский мир (фр. Édit d'Alais) — мирный договор, составленный кардиналом Ришельё и подписанный в Алесе 28 июня 1629 года между королем Людовиком XIII
и лидерами гугенотов. Договор подтвердил основные принципы Нантского эдикта, но отличался тем, что в нём содержались дополнительные положения о том, что гугеноты больше не имели политических прав, и им надлежало немедленно отказаться от всех городов и крепостей. Договор закончил гугенотские восстания, даровал амнистию гугенотам и гарантировал терпимость к этой религиозной группе. К несчастью для гугенотов, мир продлился недолго: Людовик XIV возобновил преследование протестантов, что привело к отмене Нантского эдикта в 1685 году.